# Alfred Bassermann
Alfred Wilhelm Bassermann (* 9. Februar 1856 in Mannheim; † 3. Mai 1935 in Königsfeld im Schwarzwald) war ein deutscher Danteforscher, Schriftsteller und Jurist. Seine Dantesammlung befindet sich seit 1936 in der Universitätsbibliothek in Freiburg im Breisgau.

## Leben
Er war der Sohn des Privatmanns Gustav Bassermann und dessen Ehefrau Clementine geborene Sommer. Nach dem Besuch des Gymnasiums in Mannheim, wo er 1874 das Abitur ablegte, meldete er sich als Ein-Jahr-Freiwilliger zum Militär. Anschließend studierte er an den Universitäten Heidelberg und Berlin, wo er das juristische Staatsexamen ablegte. Nach kurzer Zeit im badischen Staatsdienst schied er 1886 aus, um fortan freischaffend als Schriftsteller zu wirken. Er unternahm ausgedehnte Studienreisen und Wanderungen, traf sich mit Dante-Forschern und sammelte reichhaltiges Material zu Dante. 1914 erhielt er die Einberufung und nahm am Ersten Weltkrieg teil. 1918 leitete er als Rittmeister eine Artillerie-Munitions-Kolonne im Oberelsass.
Nach Kriegsende zog er 1927 nach Königsfeld im Schwarzwald und widmete er sich weiter seinen Studien zu Dante. Als er zu Beginn der 1930er Jahre mit der Schriftleitung des Deutschen Dante-Jahrbuchs in Konflikt geriet, machte er dies durch eine eigene Publikation öffentlich. In seiner letzten Publikation Für Dante und gegen seine falschen Apostel, Streifzüge (Brühl, 1934) schwärmte er, durchaus gegenteilig zu ihrem Titel, für den Nationalsozialismus.

## Familie
In erster Ehe war er mit Marie Scipio verheiratet. Sie hatten fünf Kinder.
In zweiter Ehe war er mit Hedwig Pfeiffer verheiratet. Sie hatten vier Kinder.

## Schriften (Auswahl)
- Die guten Kameraden, Kinderstück in 3 Akten, nach einer Erzählung der Münchner Bilderbogen, 1881; neue Aufl. verlag regionalkultur, 2020.
- Dantes Spuren in Italien. Wanderungen und Untersuchungen, München, 1897 (illustriert); Kleine Ausgabe, 2. Aufl., Druck und Verlag von R. Oldenbourg, München und Leipzig, 1898.
- Der Wehrmachtsbaum von Ktesiphon, eine Sylvester-Träumerei, seinen Brüdern in Feldgrau zu Ostern erzählt von Alfred Bassermann, Heidelberg, 1916.
- Mein Conflict mit der Schriftleitung des Deutschen Dante-Jahrbuchs, Königsfeld, 1932.
- Für Dante und gegen seine falschen Apostel, Streifzüge, Brühl, 1934.

## Übersetzungen
- Dante's Hölle – der göttlichen Komödie erster Theil. Uebersetzt von Alfred Bassermann. Verlag von R. Oldenbourg, München, 1891.
- Dantes Fegeberg – der göttlichen Komödie zweiter Theil. Uebersetzt von Alfred Bassermann. Druck und Verlag von R. Oldenbourg, München und Berlin, 1909.
- Dantes Paradies – der göttlichen Komödie dritter Theil. Uebersetzt von Alfred Bassermann. Druck und Verlag von R. Oldenbourg, München und Berlin, 1921.

## Ehrungen
- 1897 Dr. phil. h. c. durch die Universität Heidelberg
- Eisernes Kreuz II. Klasse
- Ritterkreuz II. Klasse mit Schwertern des Ordens vom Zähringer Löwen